# Radio Free Albemuth
Radio Free Albemuth es el álbum debut en solitario del bajista estadounidense Stuart Hamm, lanzado en 1988 a través de Relativity Records. Hamm cuenta para el disco con los dos famosos guitarristas Allan Holdsworth y Joe Satriani.
El título del álbum y el de varias de las canciones están basadas en las novelas de Philip K. Dick.

## Lista de canciones
Todas las canciones compuestas por Stuart Hamm, excepto donde se indique lo contrario.
1. "Radio Free Albemuth" – 5:10
2. "Flow My Tears" – 8:23
3. "Dr. Gradus Ad Parnasum" (C. Debussy) – 3:05
4. "Sexually Active" – 7:51
5. "Simple Dreams" – 4:05
6. "Country Music (A Night in Hell)" – 3:45
7. "Moonlight Sonata" (Beethoven) – 4:54

## Personal
- Stuart Hamm - bajo
- Allan Holdsworth - guitarra en "Radio Free Albemuth"
- Joe Satriani - guitarra en "Radio Free Albemuth", "Flow My Tears" y "Sexually Active"
- Mike Barsimanto - batería
- Amy Knoles - percusión en "Radio Free Albemuth"
- Scott Collard - teclados
- Glen Freundl - teclados en "Radio Free Albemuth", "Sexually Active" and "Country Music"
- Tommy Mars - teclados en "Radio Free Albemuth"
- Charles Hamm - fotografía
- Mark Effords - fotografía
- David Bett - diseño artístico
- Stuart Hamm - productor